# Out in Science, Technology, Engineering, and Mathematics
Out in Science, Technology, Engineering, and Mathematics, Inc., (abreviada como oSTEM), é uma sociedade profissional sem fins lucrativos dedicada a indivíduos da comunidade LGBTQ+ nas áreas de ciência, tecnologia, engenharia e matemática (abreviado, do inglês, como STEM).

## História
Em outubro de 2005, a empresa IBM patrocinou um grupo de estudantes de diversas regiões dos Estados Unidos que se reuniram na sede da Campanha pelos Direitos Humanos na capital Washington, D.C. Esses estudantes discutiram tópicos relevantes para a comunidade LGBTQ+ em suas faculdades e universidades, trazendo debates de como estruturar uma organização que atendesse as necessidades dos estudantes de ciências, tecnologia, engenharia e matemática.
Fundada em 2009, a organização recebeu o status 501(c)(3) no ano seguinte, em 2010. Atualmente, a organização oSTEM apresenta mais de 150 capítulos nos Estados Unidos e no Reino Unido.

## Objetivo
A organização oSTEM possui o objetivo de identificar, abordar e defender as necessidades de estudantes e profissionais da comunidade LGBTQ+ nas áreas STEM. A oSTEM atende a essas necessidades fornecendo oportunidades de networking, conexões de mentoria, colaborações estratégicas e desenvolvimento profissional e de liderança, bem como uma conferência global anual.

## Atividades

### Conferências
A organização oSTEM estabelece conferências anuais que discutem tópicos de interesse da comunidade  LGBTQ+ em STEM, bem como em campos de inteligência. Os tópicos discutidos incluem inclusão, divulgação e diversidade no local de trabalho, ajudando os indivíduos a estabelecerem conexões e a progredirem em suas respectivas áreas. A quarta conferência anual foi organizada em conjunto com a National Organization of Gay and Lesbian Scientists and Technical Professionals' Out to Innovate em Atlanta em 2014.

## Prêmios
A oSTEM estabeleceu premiações anuais para indivíduos e organizações que apresentaram uma notável dedicação ao avanço e à capacitação de LGBTQ+ em campos STEM.

Existem os prêmios de voluntário do ano, de serviço global, de aliança estratégica, de parceria de excelência, de capítulo estudantil e de capítulo estudantil novo.